# Xã Ensley, Michigan
Xã Ensley (tiếng Anh: Ensley Township) là một xã thuộc quận Newaygo, tiểu bang Michigan, Hoa Kỳ. Năm 2010, dân số của xã này là 2.635 người.